# Aleksandr Chigir
Aleksandr Albertovich Chigir (en russe, Александр Чигирь, transcrit en allemand Alexander Tchigir, né le 6 novembre 1968 à Moscou) est un joueur de water-polo russe, naturalisé allemand.
Pour l'équipe de la CEI, il remporte la médaille de bronze lors des Jeux olympiques de Barcelone en 1992.